# Rati Tsiteladze
Rati Tsiteladze (em georgiano: რატი წითელაძე, nascido em Batumi, 7 de Novembro de 1987) é um artista marcial, modelo, dançarino ator, diretor, produtor e roteirista soviético, hoje georgiano, devido a independência da Geórgia da União Soviética em 1991.

## Biografia
Ele começou a treinar carate quando tinha 6 anos de idade, sob a orientação de Zaal Moistsrapishvili. Em 1996, aos 9 anos, Rati Tsiteladze foi campeão do Campeonato Nacional de Kyokushinkai. Rati foi treinado em artes marciais sob comando do mestre em carate Kakha Markozashvili.
Em 2010, ele formou-se em Medicina Esportiva e Reabilitação na Tbilisi State Medical University em Tbilisi na Geórgia.

## Carreira

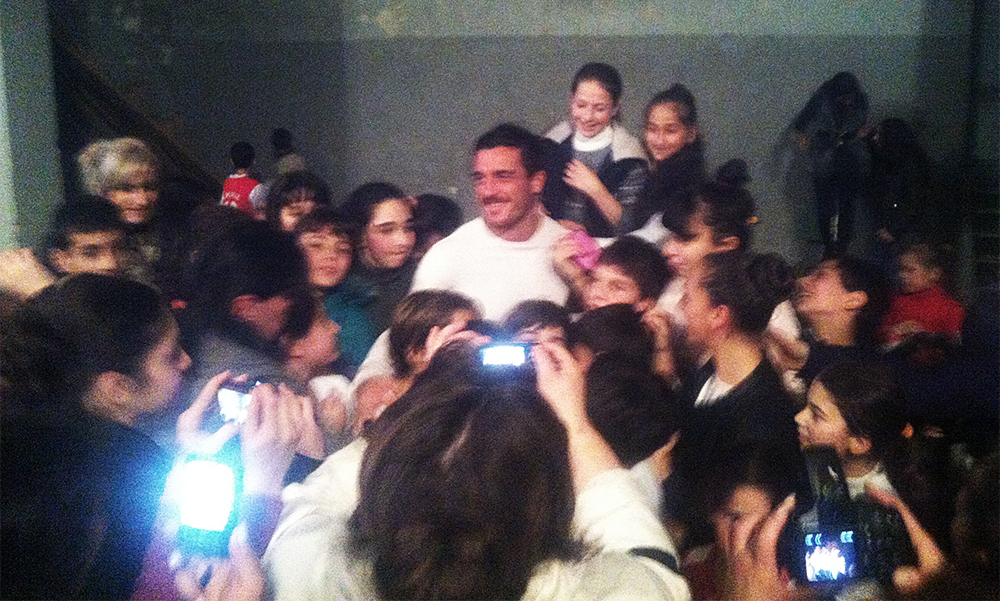
Rati Tsiteladze interage com os fãs em dezembro de 2012.

Aos 21 anos, Tsiteladze ganhou o título de Campeão do Mundo de Kickboxing WK1 (Egito, 2008) e campeão europeu em carate Kyokushin/Shinkyokushin (Lituânia, 2009).
Rati detém a patente de faixa preta 1º dan em Carate Kyokushin. Em 2009 ele foi premiado com uma medalha de ouro e nomeado o melhor de todos lutadores ("Universal Fighter"), na Geórgia. Isso aconteceu porque ele foi o "Campeão Cáucaso" em Carate Kyokushin nos super-pesados categorias de peso livre e "Campeão Nacional" da Geórgia, em Carate-Kyokushin/Kung-fu-Sanda na categoria de peso livre ao mesmo tempo, sendo nomeado o melhor lutador da "Profissional Full-Contact Fight League of Georgia".
Em 2010, ele deixou sua carreira de lutador para perseguir a carreira de ator no cinema. Em 2011, Rati e seu amigo, Roman Simonyan, produziram um filme independente chamado "Dark Side".
Em 2012, Rati se aventurou como dançarino na segunda temporada da "Dancing with the Stars" da Geórgia. A temporada estreou em 08 de outubro de 2012 na Imedi Media Holding . Após 10 semanas, em 10 de dezembro de 2012, Rati terminou em quinto lugar.[carece de fontes?]
Em 2013 ele se mudou para os Emirados Árabes Unidos. Mais tarde, ele dirigiu o curta-metragem "Little Things" e um filme "Lost in Reality".

## Campeonatos e Prêmios
- World Champion

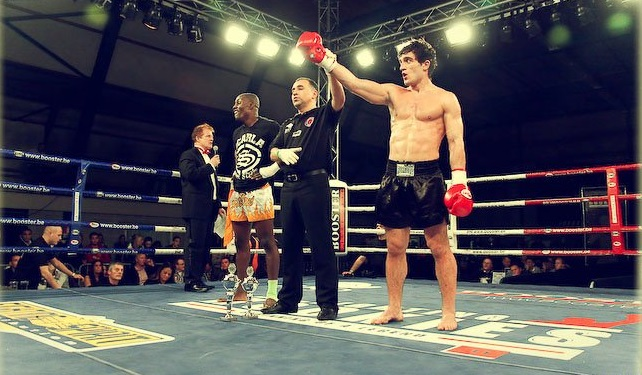
Tsiteladze vencedor do Fighting Rookies K-1 Holanda 2010.

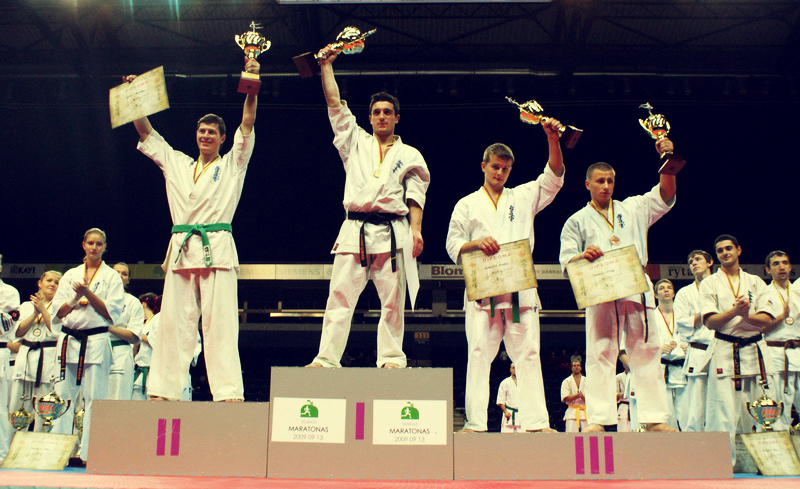
Rati Tsiteladze Vencedor do campeonato europeu de karate - Lituânia em 5 de dezembro de 2009.

  - 2008 – WK1 Kickboxing – WASKO (World All Styles Kickboxing Organization) – Egito, Cairo

- European Champion
  - 2009 – Kyokushin/Shinkyokushin karate – Lituania

- International Champion
  - 1999 – Kyokushin Karate – Geórgia, Tbilisi
  - 2002 – Kyokushinkai – Geórgia, Telavi
  - 2003 – Kyokushinkai Karate – Geórgia, Tbilisi
  - 2003 – Kyokushinkai Karate – Geórgia, Samtredia
  - 2007 – Kickboxing, Gartal Sport Club – Azerbaijão
  - 2008 – Full Contact Fight, categoria peso livre – “BAKU GOLDEN FIGHT – 2008” – Baku
  - 2009 – Shidokan – Geórgia, Tbilisi
  - 2010 – K-1, Fighting Rookies – Holanda, Schermer

- Caucasus Champion
  - 2004 – Shinkyokushinkai, International open tournament of Caucasus cup
  - 2008 – Kyokushin, categoria peso livre, Open international Kyokushin Karate Tournament – Caucasus cup

- National Champion Of Georgia
  - 1996 – Kyokushinkai Karate – Geórgia, Qobuleti
  - 1997 – Kyokushinkai Karate – Geórgia, Batumi
  - 1998 – Kyokushinkai Karate – Geórgia, Qobuleti
  - 1999 – Kyokushin Karate – Geórgia, Tbilisi
  - 2000 – Kyokushin Karate – Geórgia, Tbilisi
  - 2001 – Kyokushinkai Karate – Geórgia, Batumi
  - 2002 – Kyokushinkai Karate – Geórgia, Batumi
  - 2003 – Kyokushinkai Karate – Geórgia, Telavi
  - 2004 – Shinkyokushinkai Karate – Geórgia, Tbilisi
  - 2005 – Goju-ryu Karate – Geórgia, Batumi
  - 2006 – Full contact Karate – Geórgia, Tbilisi
  - 2008 – Karate, categoria peso livre – Geórgia, Tbilisi

## Dancing with the Stars
| Week # | Dance/Song                                 | Result         |
| ------ | ------------------------------------------ | -------------- |
| 1      | Jive / “Straight To Number One Ducks”      | Sem eliminação |
| 2      | Valsa / “Secret Garden”                    | Avançou        |
| 3      | Samba / “Rhythm Divine”                    | Avançou        |
| 4      | Tango Argentino                            | Avançou        |
| 5      | Foxtrot / “Luna”                           | Avançou        |
| 6      | Sword dance / “Farikaoba”                  | Avançou        |
| 7      | Rumba cubana / “Hasta Siempre, Comandante” | Avançou        |
| 8      | Chá-chá-chá / “Desperado”                  | Avançou        |
| 9      | Dança hip hop lírica / “Fallin'”           | Avançou        |
| 10     | Quick-step / “Booty Swing”                 | 5º lugar       |

## Filmografia

Making of de "Dark Side". Rati Tsiteladze e Roman Simonyan - Monte Kazbek (2011).

### Filmes
| Ano  | Título              | Título no Brasil | Papel    | Notas                          |
| ---- | ------------------- | ---------------- | -------- | ------------------------------ |
| 2011 | Dark Side           |                  | Lucas    | Diretor, Roteirista e Produtor |
| 2013 | It's All Up to You! |                  | Champion | Diretor, Produtor              |
| 2014 | Lost in Reality!    |                  | Sem nome | Diretor, Produtor              |
| 2014 | Little Things       |                  | Husband  | Diretor, Roteirista e Produtor |
| 2014 | Hḗrōs               |                  | Hḗrōs    | Diretor, Produtor              |

### Televisão
| Ano  | Titulo                         | Título no Brasil         | Papel     | Formato                              |
| ---- | ------------------------------ | ------------------------ | --------- | ------------------------------------ |
| 2012 | Dancing with the Stars Geórgia | Dançando com as Estrelas | Ele mesmo | 2ª Temporada, 5º lugar, 10 Programas |